# Liu An
Liu An (Chino: 劉安; Pinyin: Liú An) (179 a. C. - 122 a. C.) fue rey de Huainan (淮南) y consejero de su sobrino, el emperador Wu (武帝) de la dinastía Han. Era nieto del fundador de la dinastía, el emperador Liu Bang (劉邦).
Tras el suicidio de su padre, Liu Chang (劉長), accedió al trono con tan sólo dieciséis años y, al igual que él, se suicidó tras un intento fallido de golpe de Estado.
Célebre por su habilidad literaria, se dice que era capaz de comenzar un texto al levantarse y terminarlo antes de desayunar. Además de escribir, con frecuencia invitó a otros eruditos a su estado. Ocho de ellos en particular llegarían a ser conocidos como Los Ocho Inmortales de Huainan y junto con ellos publicó un tratado sobre filosofía, el Huainanzi (淮南子).
Liu An es considerado el inventor legendario del tofu.
- Datos: Q704525